# Матір Слава
Матір Слава (також: Матір Сва, МаГура, Ясна, Перуниця, Берегиня) — божество з Велесової книги; божество в рідновір'ї. Птиця-блискавка, найпопулярніше божество Велесової книги (згадується 63 рази, частіше аніж будь-яке інше божество). Велика богиня війни та перемоги; матір слов'ян-русів, богиня дітей; матір сонця; богиня Ірію (раю) та вічного життя; герб війська слов'ян-русів «Ясуня, Ясна» (від укр. «яса» = «слава»). До неї звертаються війська перед битвою; як «матір слов'ян-русів» має дуже широкі функції, характерні для Великих Богинь стародавніх релігій (на рівні функцій Іштар та Аматерасу).

«Нагрудний хрест вікінгів» в часи переходу вікінгів в християнство (IX—X ст.) На думку «прихильників ВК» — цей образ споріднений з образом «птиці-блискавки Матір Слави».

За йменням найближча до ведійської птиці-блискавки «Матарішва».
В джерелах зі слов'янської міфології — імена «Матір Слава, Матір Сва, МаГура, Ясна, Перуниця» не зустрічаються, хоча є подібні образи (див. Гамаюн, Алконост, Жар-Птиця, віли).

## Імена «Матір Слава», «Матір Сва» тощо
«Матір Слава з Велесової книги» має декілька імен (подібна «багатоіменність Великої Богині» присутня у Ведах, та в багатьох древніх релігіях); ця багатоіменність є відображенням «багатофункціональності Матері Слави»:
1) У «Велесовій книзі» найбільш часто використовується форма «Матір Сва, МатиреСва» та її варіації:
- ім'я «Матір Сва» перекладають (можливо неточно) як «Матір Своя», «Матір наша», тобто це «Матір нашого народу». Вона також є провісницею: «провіщені от МатірСва словеси» (14);
- «Матір Сва Слава»[5] та «Матір Слава»[6] — це ймення має значення або «матір славних героїв», або «матір слов'ян»;
- «птиця Матирь Сва»[7] та просто «птиця» (8(2)), «птиця та» (7є, 18а), «Све птиця» (36а) та «птиця божеська» (в «6а» згадана як «птиця, яка виголошує пророцтва та підказує князю щодо керування військом» перед битвою русі супротив готів);
- «Матиря» (7б, 20), зокрема «Матиря, красна птиця» (7б); «Матирь летящая» (8);
- «Матір суне сва, Ясуня» (7з) = «матір сонця» — тобто блискавку сприймають як «матір сонця та усіх проявів світла-сяйва».

Богиня с вищевказаними іменами — має такі функції-риси:
- сяяча птиця-блискавка, матір сонця;
- божество, яке зве «слов'ян» на битву, та провіщує перемогу в битві;
- божество, яке приносить вогонь для домашнього вогнища.

2) «МаГура» (6г) — трактують як «Матір горня-вища»; це ім'я близьке до «імені скіфської Великої Богині „Матір Horae“» (яка відома з греко-римських джерел початку нашої ери; грець. «horae» = «гора»).
3) «Ясна» (7в, 16, 28) — у «7в» згадується разом з Індрою; в «16» має функцію «богиня новонароджених дітей». «Ясунь» має функції:
- «богиня війська» (7д, 7з, 7е);
- «богиня-герб на знаменах війська» (7е «стяги Ясуні», 7з «глава Ясуні на раменах-плечах його воєвод славних»).

Етимологія імені «Ясна, Ясунь» походить, певно, від укр. «ясний»; від укр. «яса» = «слава, салют».
4) «Перуница» (7д (2 раза), 7е, 8(3)) — «божество парне Перуну» в таких рисах:
- «богиня війни» та пророцтв (8(3));
- «богиня грому-блискавки» — її появу «бог Перун» вітає громом;
- богиня, яка дарує загиблим воїнам «ріг „води життя вічного“» (7д (2 рази), 26);
- богиня, яка зустрічає воїнів в Ірії (в раю) (7е).

5) «Берегиня» (7ж) — дослівно «та, яка оберігає»; відома «почесна назва жінки або богині» в українській та російській етнографії.

## Інші «птиці блискавки, сонця»

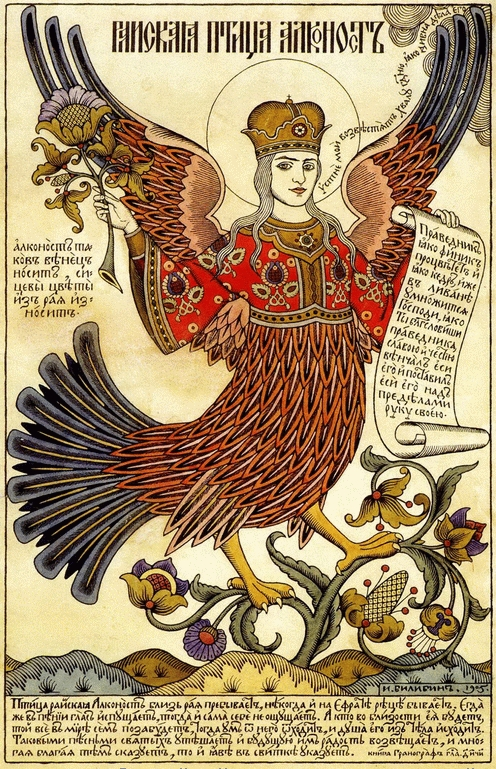
Лубок «Алконост» (Росія, початок XX ст.) — «дохристиянські птице-діви Київської Русі» перетворилися в «християнізованих Алконоста та Гамаюна».

Божествами, які подібні до Матиресви (з «Велесової книги») є «птиці блискавки-світла-сонця»:
- древньо-індійське божество блискавки «Матарішва»[12] (из Вед);
- шумеро-вавилонське божество блискавки «Зу»;
- «АматераСу» (Велика Богиня религії «сінто»; богиня сонця та війни);
- дещо подібним «божество війни та зірки» є «Сімург» (з ШахНаме) та маловивчений Київо-руський бог «Семаргл» — зокрема в «рідновір'ї» є община «Щит Сімаргла»[13] та видано рідновірський календар, де «Матір Славу» вважають подібною до «Семаргла»[14];
- в традиції середньовічних Росії та України : Семаргл, казкова «Жар-Птиця», Сірін, Гамаюн, Алконост.

## Ступінь вивченості теми «Матері Слави»
Знаменита дослідниця історії давніх європейців Марія Гімбутас (вона автор «Курганної теорії» походження індоєвропейців) вважала, що головним божеством населення неолітичної Європи була так звана «Lady Bird» = «Господиня птиця», але радянські вчені, а саме академік Б. О. Рибаков, скептично ставилися до теми «Lady Bird»:
- «Виношу на суд улюблений сюжет М. Гімбутас „Lady Bird“[15]. Схематична фігурка жінки у спідниці має голову з довгим носом та велетенськими очима. Ані крил, ані пташиних лап тут нема. Чи варто так наполегливо називати її „дамою в пташиній масці“ та на цій підставі говорити про Богиню-Птицю?»[16]

У середні віки імена «Матір Слава, МатіреСва, МаГура, Ясна, Перуниця» не зустрічаються в міфології Київської Руси, та в міфології слов'янських народів взагалі. Хоча тема «чарівних птице-жінок» зустрічається доволі часто — й в ювелірних виробах Київської Русі (тему «Київських колтів з птице-дівами» багато десятиріч вивчав академік Б. О. Рибаков); в казках східних слов'ян «Жар-птиця» грає роль «цариці чарівних істот», також в народних віруваннях слов'ян (особливо південних слов'ян) досить популярні «віли». Але такого всеосяжного божества як «Матір Слава» — в народній традиції, безумовно, нема.
Серед наукових установ України найбільшу увагу вивченню образу «Матері Слави» приділив «Науково-дослідний інститут українознавства Міністерства освіти та науки України» — тему Матері Слави досліджували, зокрема, Степан Іванович Наливайко та директор (у 1993—2013 роках) вказаного інституту Петро Петрович Кононенко — його стаття про «Матір Славу» є у підручнику з українознавства (розділ «Україна — нація, держава»), який було надруковано у 1996 році. Стосовно позиції «противників Влес-Книги», то вони ніколи не обговорювали образ «Матері Слави».

## «Матір Слава» в рідновір'ї
Хоча ім'я «Матір Сва» зустрічається у Влес-Книзі набагато частіше аніж «Матір Слава», але рідновір'я вживає передовсім ймення «Матір Слава» (як ймення з зрозумілішою етимологією). Образ «Матері Слави» є популярним в рідновір'ї, зокрема:
- видано декілька календарів, де «Матір Слава» має свято[21][14][22] на 9 чи 11 жовтня;
- «Матір Слава» вважається покровителькою «військово-спортивних змагань»[23][24][25][26];
- образ «птиці бурі» присутній у пісні «Вільна птаха» (слова та музика Олени та Костянтина Пилип'юків, 1998 р.; виконує Ольга Крюкова).

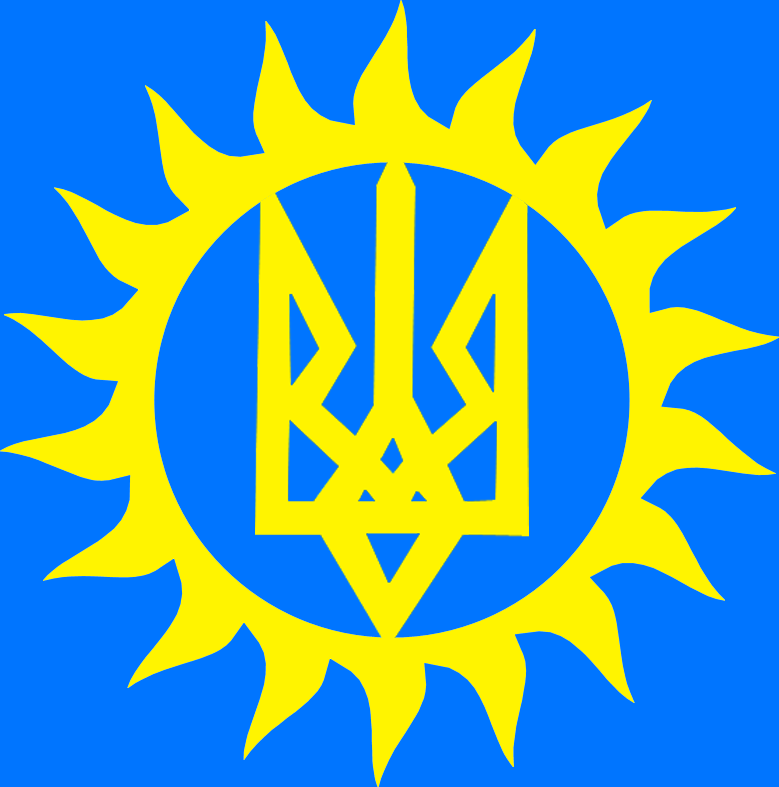
Герб-знак РУН-віри — герб Тризуб-Яса на тлі лучистого сонця

Відомості про «Матір Славу» розмістив на своєму сайті — відомий фітотерапевт Євген Товстуха, який вважає її «пра-українською Покровою» — зокрема тому, що «Покров Пресвятої Богородиці» (згідно з «Житієм святих» Димитрія Ростовського (Туптала)) був подібний до «блискавки, розпростертої над людьми».

## Геральдика «Матір Слави», Ясуні
Серед прибічників «Велесової книги» існує гіпотеза, що постать «Матері Слави» втілена в древньому гербі Київської Русі «Тризубі», який, мовляв, тотожній гербу слов'ян-русів «Ясуня, Яса» з «Велесової Книги». Але достатніх доказів для такого твердження — не представлено.
Але ідея про тотожність «знаку Матері Слави» та «Тризуба» — закладена ще в «знаку РУН-віри».